# محمد رضا آریا پراتاما
محمد رضا آریا پراتاما (انگلیسی: Reza Arya Pratama؛ زادهٔ ۱۸ مهٔ ۲۰۰۰) بازیکن فوتبال است.